# Blue Bayou (chanson)
Pour les articles homonymes, voir Blue Bayou (homonymie).
Singles de Roy Orbison
Falling
(1963) Pretty Paper
(1963)
Blue Bayou est une chanson de l'auteur-compositeur-interprète américain Roy Orbison. Il l'a écrit avec Joe Melson.
La chanson a été enregistrée par Orbison en novembre 1961[citation nécessaire], mais n'a pas été publiée en single jusqu'en 1963.
Au Royaume-Uni, la chanson est sortie en single double face A avec Mean Woman Blues (originellement enregistrée par Elvis Presley en 1957) sur l'autre face. Le single a atteint la 3e place au classement national,.

## Reprises
En 1977, une reprise de Linda Ronstadt connaît un grand succès aux États-Unis. Elle a passé quatre semaines au numéro 3 du Hot 100 de Billboard.